# Брајтенбрун (Горњи Палатинат)
Брајтенбрун (њем. Breitenbrunn) град је у њемачкој савезној држави Баварска. Једно је од 19 општинских средишта округа Нојмаркт (Горњи Палатинат). Према процјени из 2010. у граду је живјело 3.481 становника. Посједује регионалну шифру (AGS) 9373115.

## Географски и демографски подаци
Брајтенбрун се налази у савезној држави Баварска у округу Нојмаркт (Горњи Палатинат). Град се налази на надморској висини од 401 метра. Површина општине износи 70,8 km². У самом граду је, према процјени из 2010. године, живјело 3.481 становника. Просјечна густина становништва износи 49 становника/km².

## Међународна сарадња
| Мјесто      | Држава   | Врста сарадње | Од    |
| ----------- | -------- | ------------- | ----- |
| Брајтенбрун | Аустрија | партнерство   | 1974. |
| Извор       |          |               |       |